# Groupe Futurs Médias
Le groupe Futurs Médias est une entreprise sénégalaise basée à Dakar, présente dans les médias.
Fondé par Youssou N'Dour en septembre 2003,, le groupe possède le quotidien sénégalais le plus lu, L'Observateur, une radio, Radio Futurs Médias (RFM), une chaîne de télévision, Télé Futurs Médias (TFM), lancée en septembre 2010, ainsi qu’une imprimerie.
À la suite de sa nomination au poste de ministre de la Culture du Tourisme en avril 2012, le PDG, Youssou N'Dour laisse la direction générale du groupe à Mamoudou Ibra Kane, et fait entrer son fils, Birane N'Dour, comme directeur général adjoint et numéro 2.